# Tricolia
Tricolia is een geslacht van weekdieren uit de klasse van de Gastropoda (slakken).

## Soorten
- Tricolia adusta Nangammbi & Herbert, 2006
- Tricolia algoidea (Pallary, 1920)
- Tricolia bicarinata (Dunker, 1846)
- Tricolia capensis (Dunker, 1846)
- Tricolia deschampsi Gofas, 1993
- Tricolia elongata (Krauss, 1848)
- Tricolia entomocheila Gofas, 1993
- Tricolia fordiana (Pilsbry, 1888)
- Tricolia formosa (Turton, 1932)
- Tricolia gabiniana (Cotton & Godfrey, 1938)
- Tricolia indica Winckworth, 1940
- Tricolia insignis (Turton, 1932)
- Tricolia ios Robertson, 1985
- Tricolia kochii (Philippi, 1848)
- Tricolia landinii Bogi & Campani, 2007
- Tricolia milaschewitchi Anistratenko & Starobogatov, 1991
- Tricolia miniata (Monterosato, 1884)
- Tricolia munieri (Vélain, 1877)
- Tricolia neritina (Dunker, 1846)
- Tricolia nordsiecki (Talavera, 1978)
- Tricolia petiti (Craven, 1882)
- Tricolia pullus (Linnaeus, 1758)
- Tricolia punctura Gofas, 1993
- Tricolia retrolineata Nangammbi & Herbert, 2008
- Tricolia rosea (Angas, 1867)
- Tricolia saxatilis Nangammbi & Herbert, 2006
- Tricolia speciosa (Megerle von Mühlfeld, 1824)
- Tricolia striolata (Turton, 1932)
- Tricolia tenuis (Michaud, 1829)
- Tricolia tingitana Gofas, 1982
- Tricolia tomlini (Gatliff & Gabriel, 1921)
- Tricolia tristis (Pilsbry, 1903)